# Skinnskatteberg (đô thị)
Đô thị Skinnskatteberg (tiếng Thụy Điển: Skinnskatteberg kommun) là một đô thị ở hạt Västmanland của Thụy Điển. Thủ phủ là thị xã Skinnskatteberg. Dân số thời điểm 31 tháng 12 năm 2000 là 4855 người.